# Horst Peter Schlotter
Horst Peter Schlotter (* 1949 in Stuttgart) ist ein deutscher Maler, Bildhauer und Objektkünstler.

## Ausbildung/Leben
Von 1970 bis 1976 studierte er an der Staatlichen Akademie der Bildenden Künste Stuttgart bei den Professoren Peter Grau, Christoff Schellenberger und Gunter Böhmer in der Fachklasse für freie Graphik. In dieser Zeit setzte er sich intensiv mit Tiefdrucktechniken auseinander (Radierung bei Roland Winkler). 1972/73 studierte er am Exeter College of Art und an der Universität in Exeter, Großbritannien.
1971–75 Studium der Kunstgeschichte und Anglistik an der Universität Stuttgart.
1976 Studienabschluss mit Staatsexamen.
H.P. Schlotter ist mit Veronika Schlotter (geb. Cernek) verheiratet und hat zwei Kinder.
Seit 1982 lebt und arbeitet er künstlerisch in Weil der Stadt-Münklingen.
War von 1978 bis 2018 als Kunstlehrer am Gymnasium Korntal-Münchingen tätig.
H.P. Schlotter ist Mitglied im Künstlerbund Baden-Württemberg sowie in verschiedenen Kunstvereinen der Region Stuttgart. Er war langjähriges Mitglied im Verwaltungsrat des Württembergischen Kunstvereins, er ist Mitglied im Verband Bildender Künstler und Künstlerinnen Württemberg (VBKW), wo er ebenfalls viele Jahre aktives Ausschussmitglied war. Er ist Gründungsmitglied beim Kunstforum Weil der Stadt und seither aktives Vorstandsmitglied.

## Werk
H.P. Schlotter arbeitet vorwiegend in den bildnerischen Bereichen Malerei, Zeichnung, Mischtechnik/Collage und Druckgrafik. Daneben schuf er auch Kleinplastiken aus Bronze, Skulpturen aus Holz, Objekte aus verschiedenen Materialien, sowie Rauminstallationen. Ein wichtiger Werkaspekt sind seine Künstlerbücher, die er seit rund 30 Jahren kontinuierlich füllt.
Bei der Malerei handelt es sich um Pigmente, die mit Acrylbinder verarbeitet werden auf Leinwand oder Nessel, oft werden die Bildtafeln geteilt. Er arbeitet ebenso auf Papier, wo auch Collagen und Bildübermalungen eine häufig verwendete Technik sind. In neuerer Zeit werden bei den so genannten Hybridbildern auch Entwürfe bzw. kleine Bildformate mit digitalen Verfahren auf Bildträger gebracht und weiter übermalt.
Seine Motive bei Bildern auf Leinwand oder Papier sind meist dinghafte Formen und vorgefundene Objekte, die oft stilllebenhaften Charakter haben, in den Plastiken und Skulpturen dominiert die menschliche Figur.
H.P. Schlotter hat seine Werke seit 1976 in über fünfzig Einzelausstellungen und zahlreichen Gruppenausstellungen und Ausstellungsbeteiligungen gezeigt. Seine Arbeiten befinden sich in privaten und öffentlichen Sammlungen.

## Bibliografie
- „Drei Atelier Portraits“: Grunert, Schlotter, Stockhus, Galerie der Stadt Sindelfingen, 1980.
- Günther Wirth, Kunst im deutschen Südwesten von 1945 bis zur Gegenwart.
- Irene Ferchl, „Malertagebücher“ in: Nachtcafé 25, 1986.
- Irene Ferchl, Katalog zur Ausstellung in der Städtischen Galerie im Kornhaus, Kirchheim/Teck, 1991.
- Kunst im Landkreis Böblingen, 1993
- Götz Heim, Katalog zur Ausstellung in der Städt. Galerie am Laien, Ditzingen, 1995
- Götz Heim, Katalog zur Ausstellung im Kunstverein Korntal-Münchingen, 1997
- „Dinge und Undinge“, Galerie Keim, 1998
- Michael Wenger, Bilder in den Neunziger Jahren, 1999
- Irene Ferchl, Zsuzsanna Gahse, „Von Tag zu Tag“, Malerbücher 1987–1999, 1999
- Heiderose Langer, „Stolen Images“, Katalog zur Ausstellung in der Städtischen Galerie/Galerieverein Wendlingen, 2005
- Zahlreiche Katalogbeiträge zu Ausstellungsbeteiligungen.